# Лебеди (Котельничский район)
Ле́беди — деревня в Котельничском районе Кировской области России. Входит в состав Вишкильского сельского поселения.

## География
Деревня расположена на правом (возвышенном) берегу р. Вятки, менее чем в 1 км к юго-западу от села Вишкиль, административного центра сельского поселения.

## Население
| 2010 |
| ---- |
| 11   |

## Инфраструктура
Личное подсобное хозяйство с зоной сельскохозяйственного использования, индивидуальная застройка усадебного типа.
Основа экономики — сельское хозяйство.

## Транспорт
Деревня доступна автотранспортом через село Вишкиль.